# Glăvănești (okręg Jassy)
Glăvănești – wieś w Rumunii, w okręgu Jassy, w gminie Andrieșeni. W 2011 roku liczyła 782 mieszkańców.